# Campeonato Europeo de Biatlón de 2000
El VII Campeonato Europeo de Biatlón se celebró en la localidad de Zakopane (Polonia) entre el 26 y el 30 de enero de 2000 bajo la organización de la Unión Internacional de Biatlón (IBU).

## Resultados

### Masculino
| Evento                      | Oro                                                                                           | Plata                                                                                      | Bronce                                                                                  |
| --------------------------- | --------------------------------------------------------------------------------------------- | ------------------------------------------------------------------------------------------ | --------------------------------------------------------------------------------------- |
| 10 km velocidad (29.01)     | Andreas Stitzl · Alemania · 30:00,3                                                           | Ivan Masařík · República Checa · 30:11,1                                                   | Oļegs Maļuhins Letonia 30:12,4                                                          |
| 20 km individual (26.01)    | Zdeněk Vítek · República Checa · 1:04:13,6                                                    | Ulf Karkoschka · Alemania · 1:06:51,3                                                      | Ilmārs Bricis Letonia 1:06:59,9                                                         |
| 12,5 km persecución (30.01) | Tomasz Sikora · Polonia · 32:25,0                                                             | Gunar Bretschneider · Alemania · 32:51,6                                                   | Andreas Stitzl · Alemania · 33:11,4                                                     |
| Relevos 4 × 7,5 km (27.01)  | Alemania · Gunar Bretschneider · Jan Wüstenfeld · Andreas Stitzl · Ulf Karkoschka · 1:19:55,5 | Polonia · Wiesław Ziemianin · Tomasz Sikora · Krzysztof Topór · Wojciech Kozub · 1:20:43,5 | Rusia · Vladimir Bejterev · Mijail Kochkin · Yuri Batmanov · Pavel Muslimov · 1:21:34,4 |

### Femenino
| Evento                     | Oro | Plata | Bronce                                                                                 |
| -------------------------- | --- | --- | -------------------------------------------------------------------------------------- |
| 7,5 km velocidad (29.01)   | Magdalena Gwizdoń · Polonia · 23:14,8                                                                    | Magdalena Grzywa · Polonia · 23:23,4                                                                      | Kati Wilhelm · Alemania · 23:26,9                                                      |
| 15 km individual (26.01)   | Iva Karaguiozova Bulgaria 52:26,0                                                                        | Olga Romasko · Rusia · 52:57,3                                                                            | Simone Denkinger · Alemania · 53:24,5                                                  |
| 10 km persecución (30.01)  | Magdalena Grzywa · Polonia · 33:01,0                                                                     | Svetlana Paramyguina · Bielorrusia · 33:10,4                                                              | Magdalena Gwizdoń · Polonia · 33:28,5                                                  |
| Relevos 4 × 7,5 km (27.01) | Eslovaquia · Martina Schwarzbacherová · Anna Murínová · Marcela Pavkovčeková · Soňa Mihoková · 1:34:05,4 | República Checa · Kateřina Holubcová · Jitka Simunková · Irena Novotná-Česneková · Eva Háková · 1:34:50,3 | Alemania · Peggy Wagenführ · Janet Klein · Simone Denkinger · Kati Wilhelm · 1:35:05,7 |

## Medallero
| Núm. | País            | Oro | Plata | Bronce | Total |
| ---- | --------------- | --- | ----- | ------ | ----- |
| 1    | Polonia         | 3   | 2     | 1      | 6     |
| 2    | Alemania        | 2   | 2     | 4      | 8     |
| 3    | República Checa | 1   | 2     | 0      | 3     |
| 4    | Bulgaria        | 1   | 0     | 0      | 1     |
| 4    | Eslovaquia      | 1   | 0     | 0      | 1     |
| 6    | Rusia           | 0   | 1     | 1      | 2     |
| 7    | Bielorrusia     | 0   | 1     | 0      | 1     |
| 8    | Letonia         | 0   | 0     | 2      | 2     |
|      | TOTAL           | 8   | 8     | 8      | 24    |